# European Curling Federation
Die European Curling Federation (ECF) repräsentiert den europäischen Curling-Sport und veranstaltet Meisterschaften auf europäischer Ebene. Sitz des Vereins ist Bern.

## Vereinszweck
- Den Curlingsport in Europa zu repräsentieren und zu fördern sowie zu vertreten.
- Den Zusammenhalt der Mitgliedsverbände zu wahren.
- Jährlich europäische Meisterschaften zu veranstalten. Den Austragungsort sowie den Termin für die Meisterschaften gemeinsam mit dem Gastgeber festzulegen.

## Geschichte
Jean Schild aus Genf hatte die Idee europäische Curling-Meisterschaften zu veranstalten. In Zürich im November 1974 fand ein Sechs-Nationen-Turnier statt. Mit dabei waren:
- Schweiz
- Schweden
- Deutschland
- Frankreich
- Italien
- Norwegen

Während des Turniers wurde eine Sitzung einberufen bei der über die Idee einer europäischen Meisterschaft diskutiert wurde. Im März 1975 brachte Jean Schild seine Idee beim ICF (heute – WCF) ein, es wurde entschieden das europäische Meisterschaften etabliert werden. Die erste europäische Meisterschaft wurden in Megève 1975 ausgetragen. Jean Schild wurde der erste Präsident der European Curling Federation.

### Präsidenten
| Jahr      | Name                  | Land        |
| --------- | --------------------- | ----------- |
| 1975–1977 | Jean Schild           | Schweiz     |
| 1977–1979 | Bob Grierson          | Schottland  |
| 1979–1983 | Birger Mortensen      | Norwegen    |
| 1983–1988 | Eric Harmsen          | Niederlande |
| 1988–1992 | Sten Willer-Andersen  | Dänemark    |
| 1992–2000 | Roy Sinclair          | Schottland  |
| 2000–2008 | Malcolm Richardson    | Schottland  |
| ab 2008   | Andrew Ferguson-Smith | Andorra     |

## Mitglieder
| Beitritt | Name                                     | Land          |
| -------- | ---------------------------------------- | ------------- |
| 1991     | Andorra Curling Association              | Andorra       |
| 1982     | Österreichischer Curling Verband         | Österreich    |
| 1997     | Belarusian Curling Association           | Belarus       |
| 2005     | Belgium Curling Association              | Belgien       |
| 1990     | Bulgarian Curling Association            | Bulgarien     |
| 2004     | Hrvatski Curling Savez                   | Kroatien      |
| 1990     | Czech Curling Association                | Tschechien    |
| 1971     | Dansk Curling Forbund                    | Dänemark      |
| 1971     | English Curling Association              | England       |
| 2003     | Eesti Curlingu Liit                      | Estland       |
| 1979     | Suomen Curlingliitto                     | Finnland      |
| 1966     | Fédération Française des Sports de Glace | Frankreich    |
| 1967     | Deutscher Curling-Verband                | Deutschland   |
| 2003     | Hellenic Curling Association             | Griechenland  |
| 1989     | Magyar Curling Szövetség                 | Ungarn        |
| 1991     | Íþrótta- og Ólympíusamband Íslands       | Island        |
| 2003     | Irish Curling Association                | Irland        |
| 1972     | Federazione Italiana Sport del Ghiaccio  | Italien       |
| 2001     | Latvijas Kērlinga Asociācija             | Litauen       |
| 1991     | Liechtenstein Curling Association        | Liechtenstein |
| 2003     | Lietuvos Kerlingo Asociacija             | Litauen       |
| 1976     | Union Luxembourgeoise de Curling         | Luxemburg     |
| 1975     | Nederlandse Curling Bond                 | Niederlande   |
| 1966     | Norwegian Curling Association            | Norwegen      |
| 2003     | Polski Związek Curlingu                  | Polen         |
| 1992     | Russian Curling Federation               | Russland      |
| 2005     | Nacionalni savez za karling Srbije       | Serbien       |
| 2003     | Slovenský curlingový zväz                | Slowakei      |
| 1999     | Federacion Española de Deportes de Hielo | Spanien       |
| 1966     | Royal Caledonian Curling Club            | Schottland    |
| 1966     | Swisscurling Association                 | Schweiz       |
| 1966     | Svenska Curlingförbundet                 | Schweden      |
| 2009     | Türkiye Curling Federasyonunun           | Türkei        |
| 2008     | Welsh Curling Association                | Wales         |